# برج اتحاد
برج اتحاد (به لاتین: Unity Tower) یک سازه (ساختمان) در لهستان است که در کراکوف واقع شده‌است.